# ميخائيل فرادكوف
ميخائيل يفيموفيتش فرادكوف (بالروسية: Михаи́л Ефи́мович Фрадко́в)‏ (من مواليد 1 سبتمبر 1950) هو سياسي روسي شغل منصب رئيس وزراء روسيا من 2004 إلى 2007.ومدير جهاز المخابرات الأجنبية من 2007 إلى 2016. منذ 4 يناير 2017، شغل فرادكوف منصب مدير المعهد الروسي للدراسات الاستراتيجية.
كانت حكومة فرادكوف أول حكومة في تاريخ روسيا تستقيل طواعية وفقًا للجزء 1 من المادة 117 من الدستور.

## النشأة
ولد فرادكوف بالقرب من سامارا لعائلة من أصل يهودي من جهة والده. درس في كل من معهد تصميم الأدوات الآلية بموسكو (تخرج في عام 1972) وأكاديمية التجارة الخارجية (تخرج عام 1981). في عام 1973، تم تعيينه في القسم الاقتصادي بسفارة الاتحاد السوفيتي في الهند، حيث مكث هناك لمدة عامين. في وقت لاحق شغل عدة مناصب في روسيا. في عام 1991، كان ممثل روسيا في الاتفاقية العامة للتعريفات الجمركية والتجارة في جنيف.

## مسيرته السياسية
في أواخر عام 1992، تم تعيين فرادكوف نائبًا لوزير العلاقات الاقتصادية الخارجية. بعد أقل من عام، في أكتوبر 1993، أصبح النائب الأول لوزير العلاقات الاقتصادية الخارجية. في 15 أبريل 1997، بموجب مرسوم رئاسي أصدره بوريس يلتسين عُين فرادكوف وزيرا للعلاقات الاقتصادية الخارجية والتجارة، وهو المنصب الذي شغله لمدة عام تقريبا. في منتصف عام 1999 صدر مرسوم رئاسي آخر عينه وزيراً للتجارة. عينه فلاديمير بوتين مديرًا لشرطة الضرائب الفيدرالية في عام 2001، بعد أن كان نائبًا لأمين مجلس الأمن. في عام 2003 تم تعيينه ممثلاً لروسيا في الاتحاد الأوروبي. في 1 مارس 2004، تم ترشيحه من قبل بوتين كرئيس الوزراء المقبل، ووافق مجلس الدوما على هذا التعيين في 5 مارس.
كان ترشيح فرادكوف رئيسًا للوزراء مفاجأة لكثير من المراقبين، حيث لم يُنظر إليه على أنه جزء من الدائرة المقربة من فلاديمير بوتين. تكهن بعض المعلقين، مثل ليليا شيفتسوفا من مركز كارنيجي في موسكو، بأن وضعه «الخارجي» ربما كان عاملاً مهمًا في ترشيحه، قائلين إن بوتين اختاره كشخص «ليس ممثلاً لأي من العشائر المتحاربة». في الكرملين. ووصف رئيس الوزراء السابق سيرجي ستيباشين، الذي خدم فرادكوف في عهده، فرادكوف بأنه «مستقل تمامًا عن أي نوع من العشائر أو الجماعات السياسية». أشاد بوتين وحلفاؤه بفرادكوف على أنه خبير ومهني وصادق.
في 12 مايو 2004، تم تعيين فرادكوف رئيسًا للوزراء للمرة الثانية، حيث فاز فلاديمير بوتين في الانتخابات الرئاسية وتم تنصيبه في 7 مايو. في 12 سبتمبر 2007 أعلن فرادكوف استقالته للرئيس بوتين، والتي قبلها بوتين، وعين فيكتور زوبكوف خلفًا لفرادكوف. منح بوتين جائزة لفرادكوف وقال إنه سيبقى في منصبه حتى يتم تأكيد خليفته من قبل مجلس الدوما. تم تأكيد تعيين زوبكوف في 14 سبتمبر 2007.
في 6 أكتوبر 2007، أعلن الرئيس بوتين أنه سيعين فرادكوف كرئيس لجهاز المخابرات الخارجية.